# Barotseland

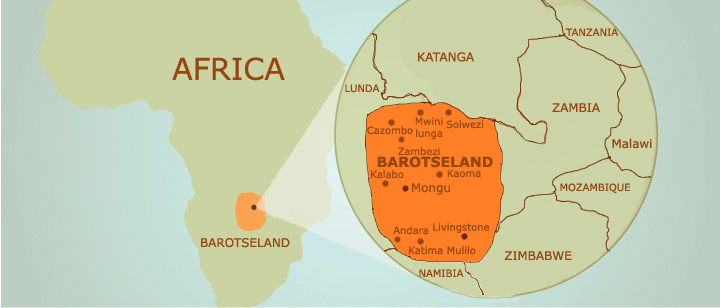
Barotseland in Westsambia

Barotseland liegt in der Westprovinz von Sambia. Es deckt sich weitgehend mit dieser Provinz, unter der sich die näheren geographischen Beschreibungen finden. Barotseland ist das einstige Territorium des Königreiches der Lozi. Es bestand von etwa 1835 bis 1890 und danach als britisches Protektorat bis 1964. Noch heute genießt das Gebiet eine beträchtliche Autonomie in Sambia. Doch die Bestrebungen nach völliger Unabhängigkeit halten bis heute an, obwohl ein Vertrag von 1964 festlegt, dass Sambia seine Unabhängigkeit zusammen mit Barotseland als integralem Bestandteil erlangt. Die Traditionen des Königreichs prägen bis heute Leben und Bräuche dieser Provinz.
Das Volk von Barotseland erklärte sich am 26. März 2012 für unabhängig, da die neue Regierung Sambias das Autonomieabkommen von 1964 nicht eingehalten hätte.